# Stor-Karitjärnen, Jämtland
Stor-Karitjärnen är en sjö i Bräcke kommun i Jämtland och ingår i Indalsälvens huvudavrinningsområde.